# PowerQuest
PowerQuest（パワークエスト）はかつて存在したアメリカのソフトウェアハウスでユーティリティーソフトウェアを制作した。
2003年にシマンテックに買収された。

## 概要
コンピュータ用記憶装置のファイルシステムとディスクパティションの管理に関わる分野に焦点を当てた製品を開発していた。製品には、PartitionMagic（パーティションマジック）、DriveCopy（ドライブコピー）、Drive Image（ドライブ・イメージ）、ServerMagic（サーバーマジック）などがある。

## 歴史
PowerQuestは、ユタ州オレムにある、創業者エリック・ラフ（Eric J. Ruff）の自宅の地下室で始まった。 2000年の Inc.500リストで64位を獲得し、世界で最も急速に成長しているソフトウェア会社の1つとして多くの賞を受賞した。